# Принцеса та Курді
«Принцеса та Курді» (англ. The Princess and Curdie) — класичний дитячий фантастичний роман Джорджа Макдональда 1883 року.
Книга є продовженням роману «Принцеса і гоблін». Пригода продовжується з принцесою Ірен і Курді старшими на рік-два. Вони повинні скинути групу корумпованих міністрів, які отруюють батька Ірен, короля. Знову з'являється бабуся Ірен і дарує Курді дивний подарунок. Монстр на ім'я Ліна активно допомагає в мандрах.

## Синопсис
Після останньої книги минуло два роки, і принцеса Ірен з батьком їдуть у Гвінтісторм, а Курді (хлопчик-шахтар, який є другом принцеси) залишається вдома з мамою та батьком.
Минають роки, Курді починає полювати за насолодою. Він також поволі починає сумніватися в історії Ірен про її прапрабабусю. Одного разу він збиває білого голуба. Потім Керді згадує розповідь Ірен про голубів її бабусі, припускає, що той, кого він збив, був одним із них, і усвідомлює свою неправоту. На даху замку з'являється світло, і Курді йде за ним. Там він зустрічає стару принцесу, яка здається маленькою та висохлою, всупереч описам Ірен.
Стара принцеса ніжно розповідає Курді про його неправильне мислення, і він зізнається. Бо він тепер вірить, голуб лікує. Потім йому говорять зберігати свій лук і стріли, але використовувати їх для добра, а не для поганих речей. Тоді стара принцеса каже Курді, що він повинен вирушити на спеціальний квест. Перед тим як відправити його, вона обпалює його руки у своєму особливому вогні троянд. Його очищені руки тепер мають здатність відчувати руки своїх побратимів і визначати, що це за людина (або звір) всередині. Вона також дає батькові Курді особливий смарагд, який він зберігає, поки хлопець займається пошуками. Якщо Курді в небезпеці, смарагд змінить колір, щоб сповістити батька піти за ним.
Курді отримує жахливого, але привітного звіра Ліну, в якості свого єдиного супутника. Ліна рятує його від багатьох небезпек, коли вони подорожують до Гвінтісторму. Коли вони досягають місця призначення, завдання Курді стає зрозумілим: він опиняється в королівському палаці, де король лежить слабкий і хворий у своїй спальні зі своєю дочкою Ірен, його єдиною медсестрою.
Пробравшись, щоб шпигувати за тим, що відбувається, і підслухати слуг палацу, Курді розуміє, що «лікар» короля насправді повільно отруює його. Палацові слуги і придворні стали морально розбещеними і ворогами короля. Нікому не можна довіряти, і принцеса, і король знаходяться в смертельній небезпеці, тому Курді розуміє, чому Стара принцеса послала його: він повинен врятувати короля (батька Ірен) від змови, щоб отруїти його і вкрасти його королівство, насильно одруживши його доньку Ірен з поганим самозванцем. За допомогою Старої принцеси, яка була переодягнена служницею, король, його дочка і королівство врятовані. Курді та принцеса Ірен пізніше одружуються і керують королівством після смерті короля. Однак у них немає дітей, і після того, як вони обоє помирають, королівство гіршає, поки одного дня не руйнується і більше ніколи про нього не говорять.

## Реакція
Лінн Трасс охарактеризувала отримання копії «Принцеса та Курді» на її 7-й день народження як «момент формування в [її] літературному житті — і не в хорошому сенсі», назвавши це «темним, щільним, моралізаторським».
У SF Signal Карен Бернем зазначила, що в романі йдеться про божественне право королів, і похвалила «страшних потворних монстрів» і якість прози Макдональда, але розкритикувала здатність Курді оцінювати моральну цінність на дотик як «жахливо редукціоністську»; Зрештою, Бернем вважала роман набагато меншим продовженням оригіналу, підкреслюючи, що в ньому є «суворі політичні та релігійні алегорії» і «дуже цинічний епілог».